# Johnny Pacar
Johnny Pacar, pseudonimo di John Edward Pacuraru (Dearborn, 6 giugno 1981), è un attore statunitense di film e telefilm, meglio conosciuto per il ruolo di Cody Jackson in Flight 29 Down. Ha avuto un piccolo ruolo nel film Purgatory House, e un ruolo maggiore nel film American Dreams come Jimmy Francis.

## Biografia
Pacar, John Edward Pacuraru figlio di Judith e John Pacuraru di origine rumena ;è nato a Dearborn, Michigan. Fin da piccolo ha sempre voluto intrattenere la gente. Era un giocatore di hockey esperto e ha sempre sognato di essere il protagonista nell'NHL. Al liceo formò alcune band guidate dalle sue influenze punk rock e ha partecipato a dei progetti teatrali organizzati dalla scuola. Dopo la laurea presso la Wayne Memorial High School, nel 1999, si trasferì da Michigan a Los Angeles nel maggio 2001. Dopo 2 mesi ha partecipato al film Purgatory House grazie all'intervento del suo agente, che è stato ruolo ricorrente nel pubblico di Boston.PACAR ha sbarcato anche in ruoli nei telefilm: Tru Calling, Giudice Amy, George Lopez, CSI: Miami, Medium, Eli Stone, così come interpretato nel film di Disney Channel A me gli occhi.
Nonostante questi ruoli diversi, è meglio conosciuto per aver interpretato Jackson, protagonista nella serie Flight 29 Down per la NBC / Discovery Kids. Lo spettacolo fu un successo immediato e ha concluso con una seconda parte fatta per l'evento televisivo che ha ventilato di voti enorme. Pacar ha anche altri progetti in post-produzione.
Pacar ora sta partecipando nella serie  Make It or Break It - Giovani campionesse su ABC Family, una serie su ginnasti adolescenti in lotta per le Olimpiadi del 2012, interpretando Damon Young.
Nel 2010 assume posizione nella band Forever the Day, dalla quale si separa nel settembre del 2012 per intraprendere la carriera da solista. Il gruppo è comunque sulle pagine di MySpace, Facebook e Twitter.
Ha vinto il premio Miglior Attore al Festival di Orlando per la sua performance in Love Hurts.

## Filmografia

### Cinema
- Purgatory House, regia di Cindy Baer (2004)
- Little Black Book, regia di Nick Hurran (2004)
- Wild Child, regia di Nick Moore (2008)
- Love Hurts, regia di Barra Grant (2009)
- Cryptic, regia di Danny Kuchuck e John Weiner (2009)
- The Dead Undead, regia di Matthew R. Anderson e Edward Conna (2010)
- Fort McCoy, regia di Kate Connor e Michael Worth (2011)
- Zombie Apocalypse, regia di Nick Lyon (2011)
- Playback, regia di Michael A. Nickles (2012)
- Channeling, regia di Drew Thomas (2013)
- The Remaining, regia di Casey La Scala (2013)

### Televisione
- Giudice Amy ( Judging Amy) - serie TV, episodio 3x15 (2002)
- Boston Public  - serie TV, episodi 3x05-3x11-3x13 (2002-2003)
- The Brothers Garcia  - serie TV, episodio 4x14 (2003)
- Tru Calling  - serie TV, episodio 1x06 (2003)
- American Dreams  - serie TV, 7 episodi (2003)
- Combustión, regia di Kelly Sandefur - film TV (2004)
- George Lopez  - serie TV, episodio 3x27 (2004))
- Flight 29 Down  - serie TV, 30 episodi  (2005-2007)
- Medium  - serie TV, episodio 2x02 (2005)
- A me gli occhi... (Now You See It...), regia di Duwayne Dunham – film TV (2005)
- Cold Case - Delitti irrisolti (Cold Case) - serie TV, episodio 4x01 (2006)
- Flight 29 Down: The Hotel Tango, regia di D.J. MacHale - film TV (2007)
- CSI: Miami  - serie TV, episodio 5x21 (2007)
- Crossing Jordan  - serie TV, episodio 6x14 (2007)
- Eli Stone  - serie TV, episodio 1x01 (2008)
- Ghost Whisperer - Presenze (Ghost Whisperer) - serie TV, episodio 4x20 (2009)
- Make It or Break It - Giovani campionesse (Make It or Break It) - serie TV, 22 episodi (2009-2011)
- Hot Mess, regia di Lauren Iungerich - film TV (2013)

### Altro
- Ha partecipato al video dei Simple Plan, Perfect, nel ruolo di uno dei ragazzi.

## Doppiatori italiani
Nelle versioni in italiano delle opere in cui ha recitato, Johnny Pacar è stato doppiato da:
- Stefano Crescentini in A me gli occhi..., Ghost Whisperer - Presenze
- Fabrizio De Flaviis in Flight 29 Down, Grey's Anatomy
- Davide Perino in CSI: Miami
- Emiliano Coltorti in Make It or Break It - Giovani campionesse